# Trictenotoma templetoni
Trictenotoma templetoni is een keversoort uit de familie Trictenotomidae. De wetenschappelijke naam van de soort is voor het eerst geldig gepubliceerd in 1848 door Westwood.